# Super TV (Super Junior)
Super TV (Hangul: 슈퍼TV; Syupeo TV) es un programa de variedades cuyo elenco se compone de los miembros del grupo surcoreano Super Junior. La primera temporada se transmitió del 26 de enero de 2018 al 13 de abril de 2018 todos los viernes a las 11:30 PM KST en los canales XtvN y TVN (Corea del Sur). 
El 7 de junio de 2018 se estrenó la segunda temporada del programa y se transmitió todos los jueves a las 8:00PM KST en el canal XtvN, finalizando el 23 de agosto de 2018.

## Historia
Tras el éxito de SJ Returns en 2017, Super Junior anunció que regresarían con un nuevo programa. En enero de 2018 Label SJ anunció que el Super Junior lanzaría su propio programa de variedad titulado Super TV. A diferencia de SJ Returns, que se trataba de un programa de telerrealidad, Super TV sería un programa de variedad que se inspiraría en formatos de exitosos programas de variedades a los que Super Junior les daría su propio toque. 
La primera temporada consistió de 12 episodios, cada uno de ellos con conceptos o formatos distintos, en los que los miembros concursaban, participaban en juegos o cumplían misiones, de acuerdo al concepto de ese episodio. La segunda temporada cambió su concepto, cada episodio contó con un grupo idol invitado contra el que los miembros de Super Junior tuvieron que competir en diversos juegos. 

## Sinopsis

### Temporada 1: La loca variedad idol de Super Junior
La primera temporada de Super TV se presentó como un programa de variedad en el que los formatos o conceptos de otros programas de variedades serían re-inventados por los miembros de Super Junior. A este concepto se le llamó la Loca Variedad idol de Super Junior. Cada episodio contó con un formato distinto: programa de comida, reality, documental, comedia, deportes, concursos, entre otros. 

### Temporada 2: El juego del Rey
El concepto de la segunda temporada fue cambiado y esta vez la temática del programa se le llamó Juego de Tronos: Super Junior vs. Grupos Idols. En cada uno de los episodios un distinto grupo desafió a Super Junior (los ídolos veteranos en variedades) en juegos, concursos y otras misiones. El objetivo final era que Super Junior ganara por cinco episodios consecutivos, para así ganar un viaje de lujo al extranjero. Cada uno de los episodios tenía dos segmentos principales: 
el primer segmento "Rey de la Mentira" le daba al grupo invitado la ventaja de competir usando habilidades o talentos especiales que afirmaban tener. La veracidad de sus talentos se probaba en juegos o misiones y si el invitado fallaba, era llamado Mentiroso. El segundo segmento le daba la ventaja a Super Junior al darles la oportunidad de seleccionar dos juegos con los que desafiarían al grupo invitado. 

## Elenco
|          | Temporada 1 | Temporada 2 | Temporada 3 |
| -------- | ----------- | ----------- | ----------- |
| Leeteuk  |             |             |             |
| Heechul  |             |             |             |
| Yesung   |             |             |             |
| Shindong |             |             |             |
| Eunhyuk  |             |             |             |
| Donghae  |             |             |             |
| Siwon    | [ 4 ]       |             |             |
| Ryeowook | [ 5 ]       |             |             |

## Episodios

### Temporada 1
| No. episodio | Fecha de transmisión  | Título                                                    | Nota |
| ------------ | --------------------- | --------------------------------------------------------- | --- |
| 1            | 26 de enero de 2018   | Nuestra Identidad                                         | Los miembros discutieron sobre sus personalidades y habilidades en los programas de variedad. Además, al igual que en SJ Returns, se establecieron reglas especiales que los miembros seguirían en el programa. |
| 2            | 2 de febrero de 2018  | Escape del Restaurante                                    | Los miembros jugaron una nueva versión del juego "Escape del Restaurante" que jugaron durante SJ Returns. Cada miembro estaba atrapado en el juego y debía de escapar, de otra manera tenían que seguir comiendo toda la comida que les marcaba el tablero del juego. En este episodio tuvieron como invitado y participante especial al vlogger "Banzz"                                         |
| 3            | 9 de febrero de 2018  | Concurso de preguntas globales                            | Los miembros tuvieron un concurso de preguntas al lado de invitados extranjeros de China (Zhang Yu An), Egipto (Samy Rashad), India (Abhisek Gupta), Tailandia (Tatchara Longprasert), México (Christian Burgos) y Francia (Fabien). Las preguntas se realizaron en los idiomas maternos de los invitados y los miembros tuvieron que contestar correctamente.                                   |
| 4            | 16 de febrero de 2018 | Concurso de preguntas en coreano                          | Los miembros de nuevo hicieron un concurso de preguntas con los mismos invitados del episodio anterior, pero en esta ocasión las preguntas se realizaron en coreano. |
| 5            | 23 de febrero de 2018 | Antes del Amanecer                                        | El episodio adoptó una temática similar a la película Antes del Amanecer. Los miembros viajaron en tren hacia a Jeongdongjin y tuvieron la misión de ganarse el corazón de una invitada femenina. Conforme alcanzaban un parada, la invitada tenía el derecho de eliminar del juego al miembro de su elección.                                                                                   |
| 6            | 2 de marzo de 2018    | Antes del Amanecer pt. 2                                  | Tras eliminar a cuatro miembros en el tren, los dos miembros restantes y la invitada llegaron a un café para la ronda final. Los miembros que ya habían sido eliminados (que observaban todo desde otro lugar) tuvieron el derecho de decirles a los miembros aún participantes lo que tenían que hacer y decirle a la invitada.                                                                 |
| 7            | 9 de marzo de 2018    | La batalla para dejar el trabajo                          | El equipo de producción le dio a cada uno de los miembros la misión de hacer una transmisión en vivo en sus cuentas de Instagram. Entre todos tenían que juntar un total de 100,000 espectadores para poder recibir un premio e irse a casa, de lo contrario recibirían una multa. |
| 8            | 16 de marzo de 2018   | Vivimos juntos                                            | El equipo de producción dividió a los miembros en parejas para que realizaran actividades juntos durante dos días y una noche: Donghae y Shindong; Eunhyuk y Yesung; Heechul y Leeteuk. El episodio hizo una re-invención del concepto de otro programa coreano llamado We Got Married. |
| 9            | 23 de marzo de 2018   | Vivimos juntos pt. 2                                      | La continuación del episodio anterior. En este episodio las parejas tienen actividades en las que conviven juntos y conversaciones en las que se hacen un poco más cercanos. Al final del episodio el personal eligió a la mejor pareja. |
| 10           | 30 de marzo de 2018   | El hombre problemático                                    | Los miembros eligieron al miembro menos problemático y al más problemático, estos dos miembros fueron grabados durante un día completo. Todos los miembros se reunieron para ver estas grabaciones y confirmar si sus elecciones habían sido las correctas. El episodio re-inventó el concepto del programa Problematic Men.                                                                     |
| 11           | 6 de abril de 2018    | Día de deportes de primavera (con grupos femeninos)       | Este episodio contó con grupos femeninos invitados: CLC, Cosmic Girls, Gugudan, Weki Meki y Fromis 9. Cada uno de los miembros se hizo cargo de un grupo para demostrar su capacidad de liderazgo y superar los desafíos. El comediante Kim Taehyun y Kim Jungmin participaron como comentaristas del episodio. El episodio re-inventó el concepto del evento Idol Star Athletics Championships. |
| 12           | 13 de abril de 2018   | Día de deportes de primavera (con grupos femeninos) pt. 2 | Este es el episodio final de la temporada y la continuación del episodio anterior. |